# Église Saint-Étienne de Vérone
L'église Saint-Étienne, (en italien : Chiesa di Santo Stefano) est une basilique paléochrétienne et catholique romaine située dans le centre de Vérone, dans la région de Vénétie, en Italie.

## Histoire
Une église sur ce site, construite sur un temple romain dédié à Isis, fut consacrée en 421 et fut pendant quatre siècles le lieu de sépulture des évêques de Vérone. Elle servit pendant un temps de cathédrale à la ville. Au Xe siècle, la crypte fut construite. Le clocher contient six cloches.

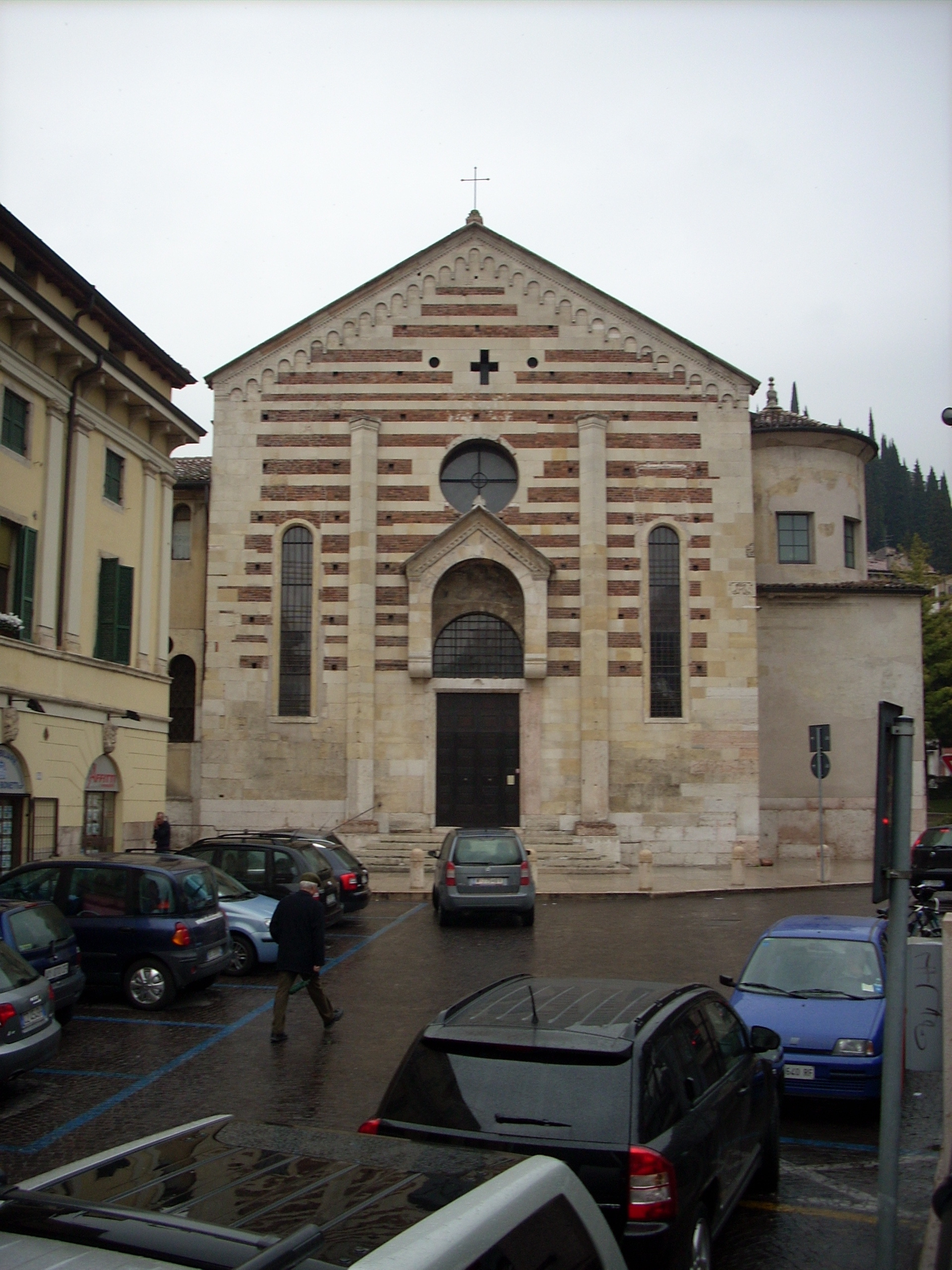
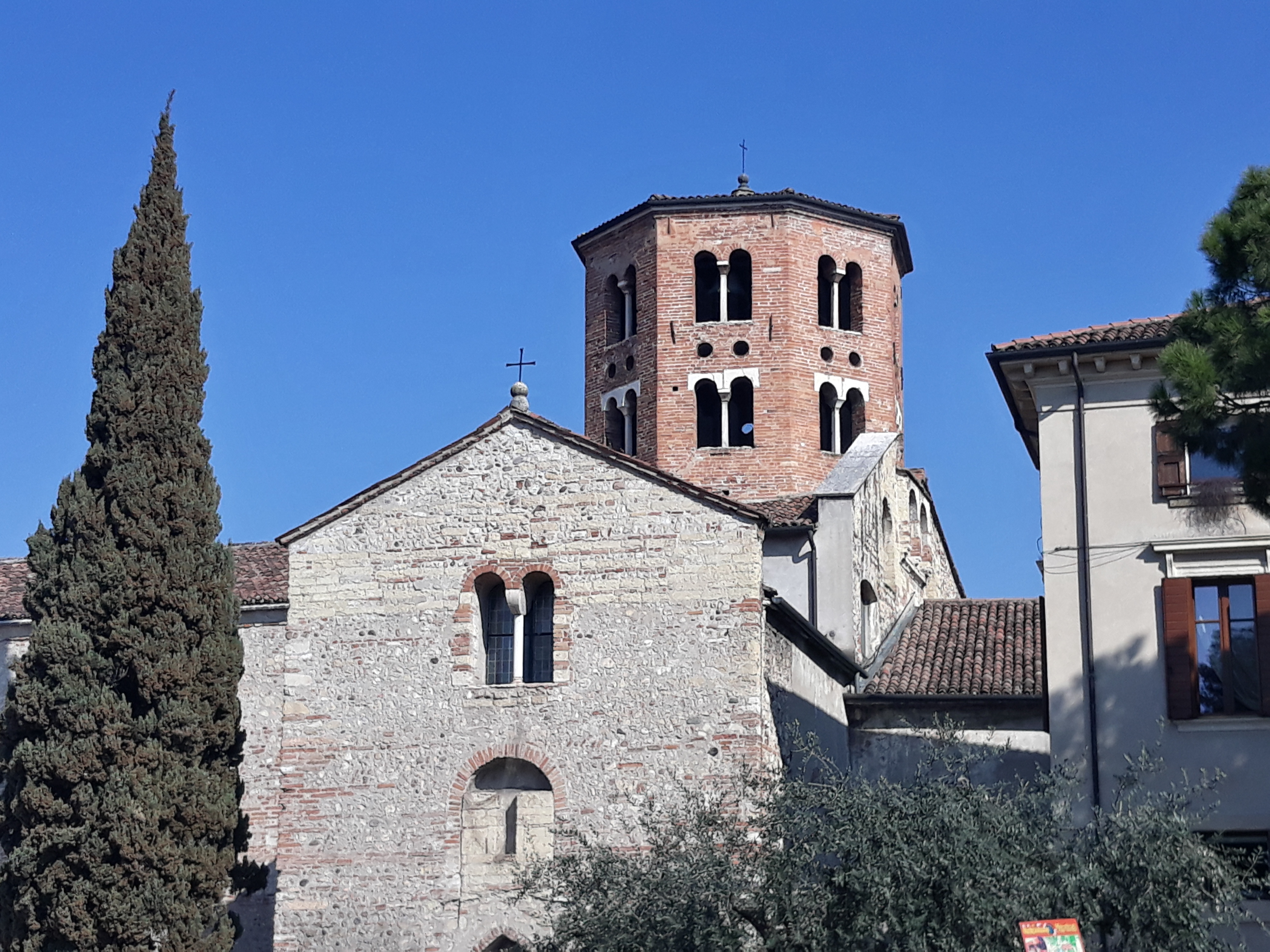
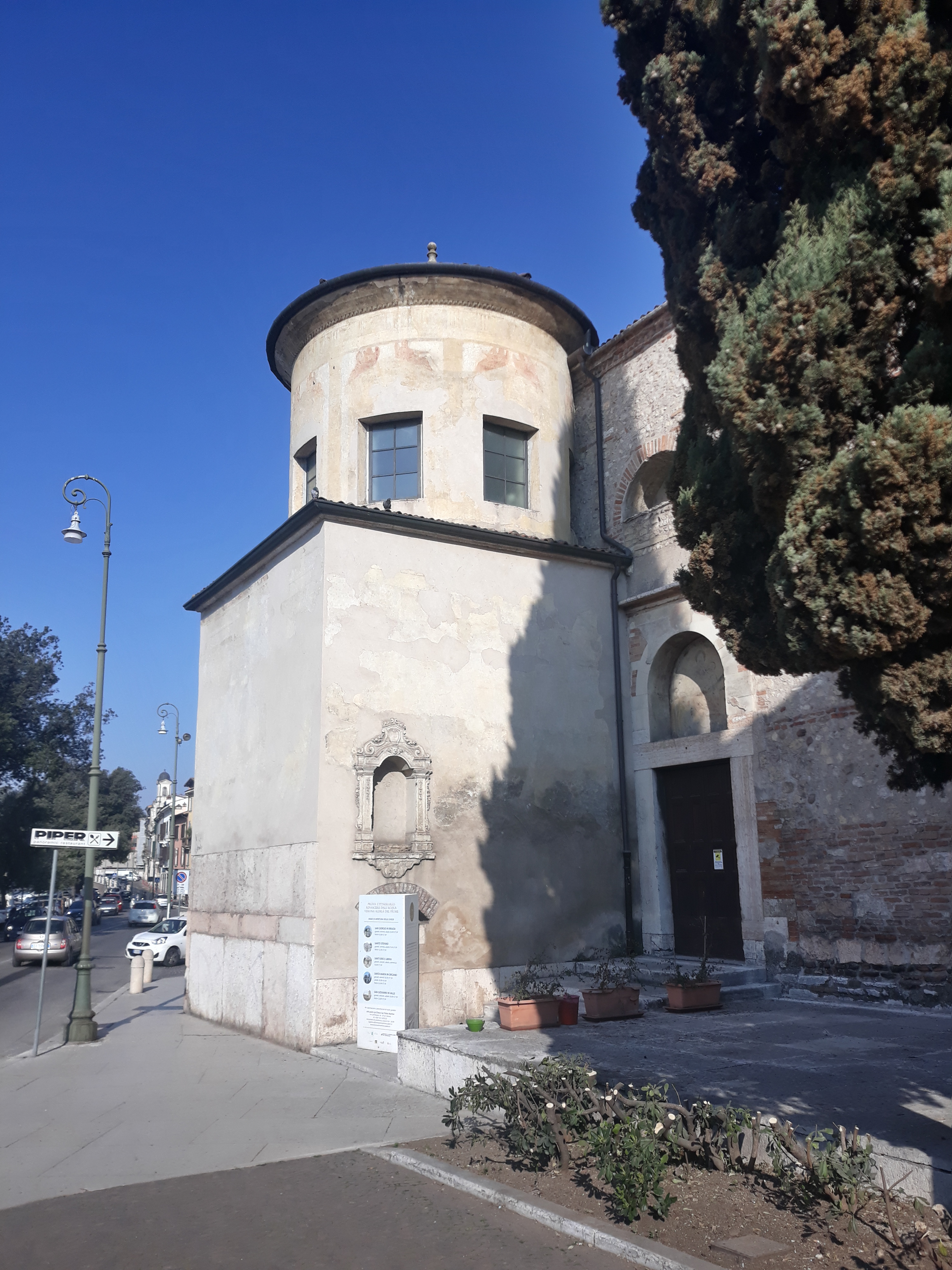
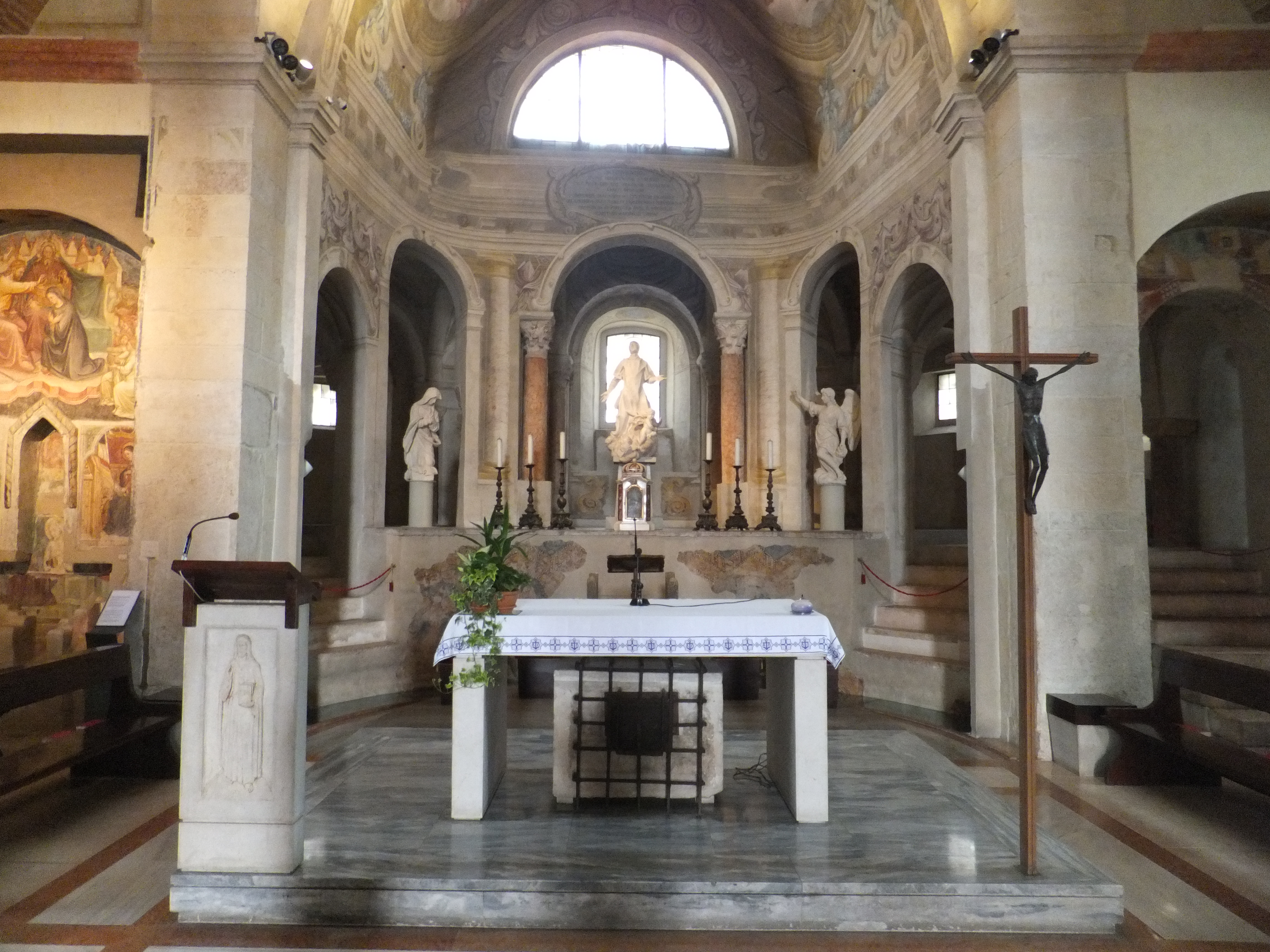
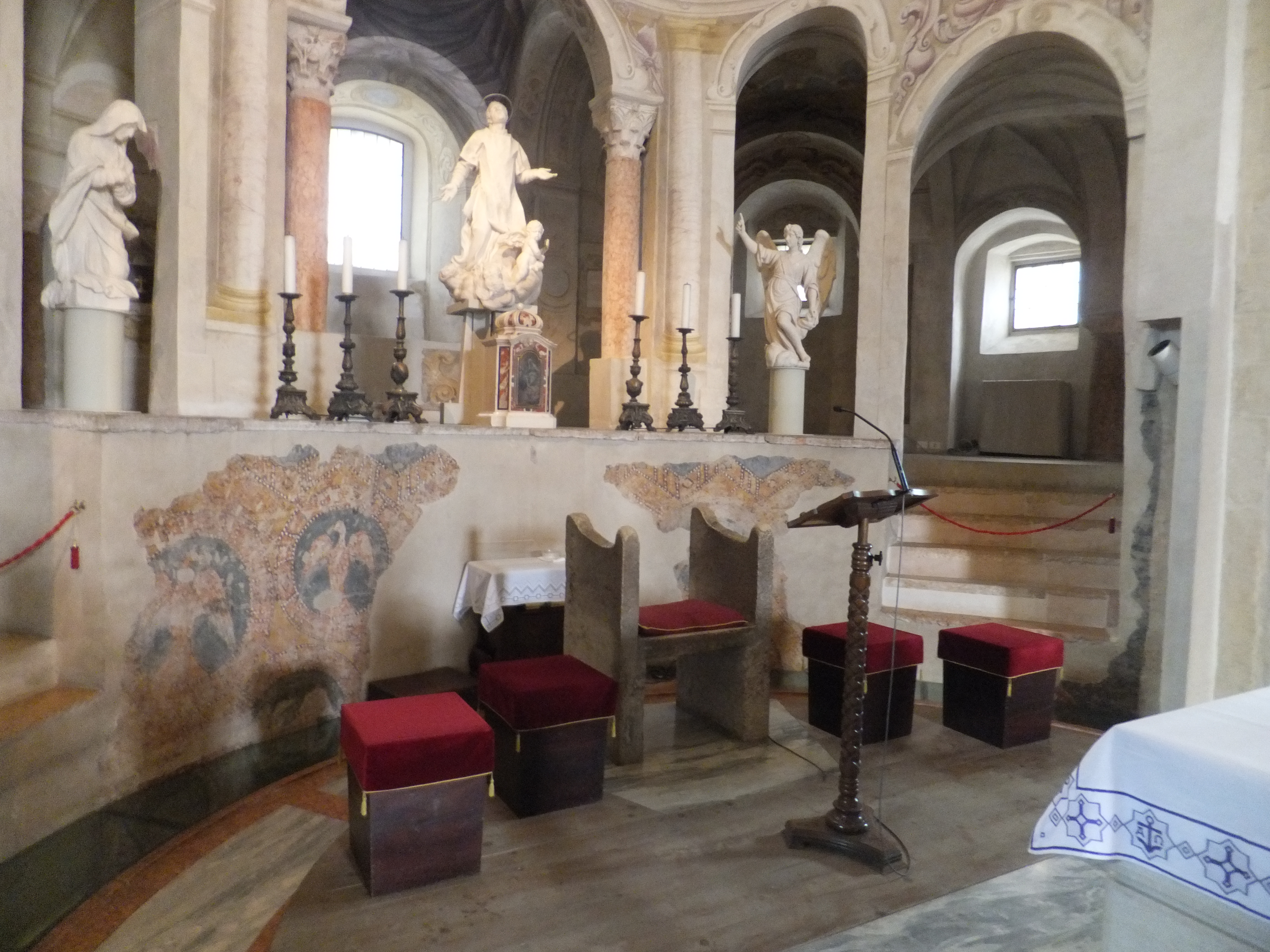

## Œuvres d'art
Un inventaire de 1750 note que le retable principal et le chœur ont été décorés par Domenico Riccio. La Tribune a été décorée de fresques par Bernardo Muttoni. Certaines figures au-dessus du maître-autel ont été peintes par Sante Prunati ; cependant, les fresques du plafond et de la coupole sont principalement dues à Brusasorzi. Il a également peint une Adoration des Mages pour le premier autel à droite. Une lunette ornée de fresques a été réalisée par Giovanni Battista dal Moro. La Chapelle des Innocents possédait un retable représentant le Massacre des Innocents de Pasquale Ottino et le Martyre de 40 martyrs d'Alessandro Turchi. La chapelle possédait également des fresques de Marcantonio Bassetti, ainsi qu'une Annonciation et des fresques de San Carlo et St Francis d'Ottino.
Dans le dernier autel à gauche se trouvent une Vierge à l'Enfant avec les saints Joseph, Jean-Baptiste, François et Antoine de Padoue d'Alessandro Marchesini, et une Vierge à l'Enfant avec les saints Vicenzo, Stefano, Anthony Abbot et Francesco di Paola de Sante Prunati : à côté de cet autel se trouvait un Saint-Esprit descendant parmi les Apôtres d'Orazio Farinati.

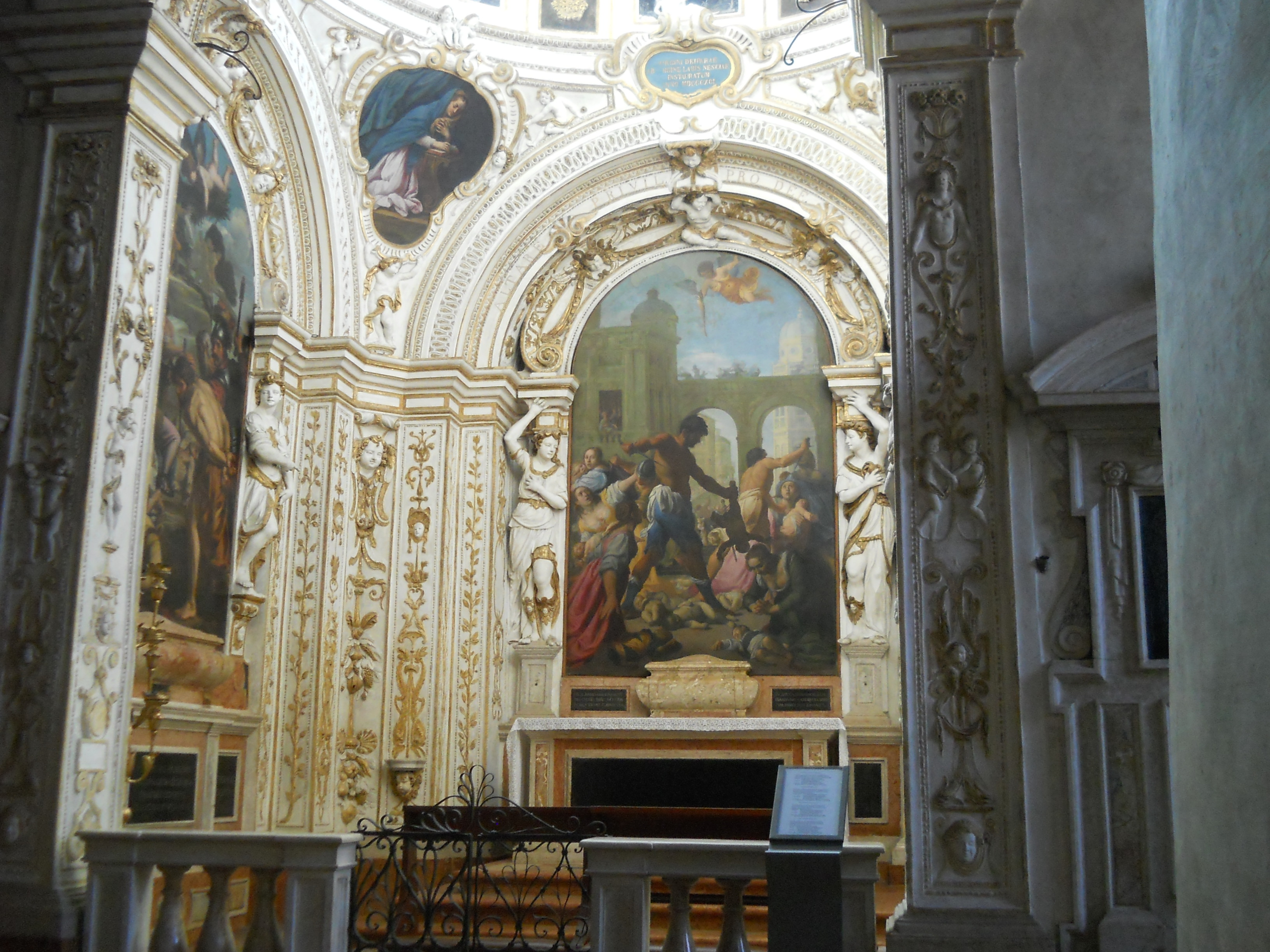
Massacre des Innocents d'Ottino
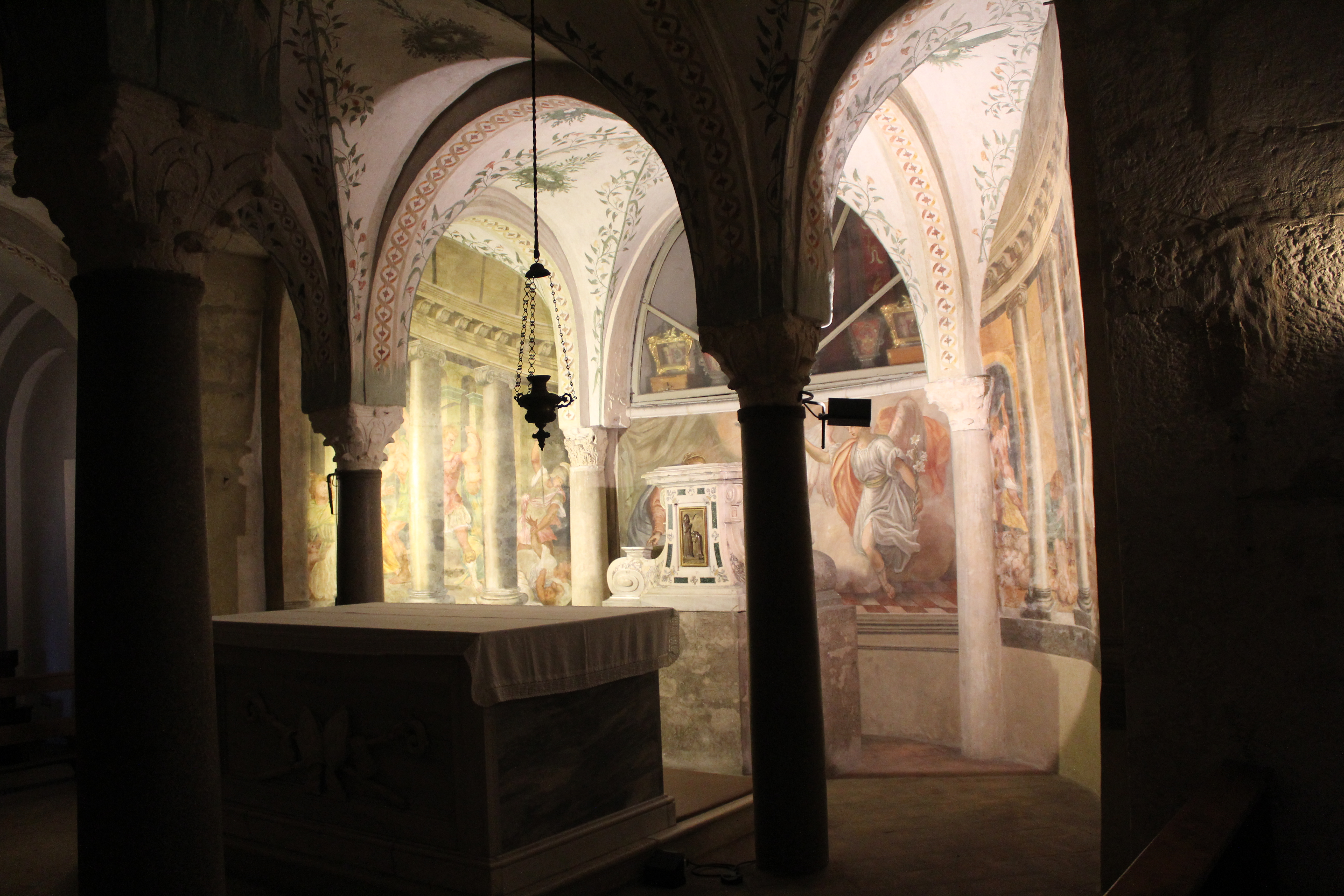
Fresques de la crypte

La crypte possède des fresques de Giulio Carpioni le Jeune (Visitation et Repos en Égypte), de Paolo Cimengoli (Annonciation) et de Santo Prunati (Nativité), une copie de Raphaël.